# Retrica
Retrica es una aplicación en la que se es posible editar fotos, como también lo es hacer collage con las imágenes. Esta ha ganado popularidad y es una de las más descargadas en el mundo.
Está disponible para los sistemas operativos Android y iOS.

## Historia
En 2012 se hicieron pruebas con la aplicación pero falló, en 2013 se volvió a realizar y fue un éxito; se lanzó al mercado mexicano y se descargó mucho más en 2014.
El creador es desconocido, se lanzó por un usuario de Google Play llamado Adovis Chacón.